# Campeonato Mundial de Halterofilismo de 2009 - Até 75 kg feminino
A competição feminina na categoria até 75 kg foi realizada nos dias 27 e 28 de novembro de 2009.

## Calendário
As competidoras foram divididas em dois grupos:
| Dia            | Horário | Fase    |
| -------------- | ------- | ------- |
| 27 de novembro | 11:00   | Grupo B |
| 28 de novembro | 16:00   | Grupo A |

## Medalhistas
| Prova     | Ouro                      | Ouro   | Prata         | Prata  | Bronze                  | Bronze |
| --------- | ------------------------- | ------ | ------------- | ------ | ----------------------- | ------ |
| Arranque  | Svetlana Podobedova (KAZ) | 132 kg | Cao Lei (CHN) | 121 kg | Lydia Valentín (ESP)    | 112 kg |
| Arremesso | Svetlana Podobedova (KAZ) | 160 kg | Cao Lei (CHN) | 148 kg | Abeer Abdelrahman (EGY) | 142 kg |
| Total     | Svetlana Podobedova (KAZ) | 292 kg | Cao Lei (CHN) | 269 kg | Abeer Abdelrahman (EGY) | 252 kg |

## Recordes
Antes desta competição, os recordes mundiais da categoria eram os seguintes:
| Recorde         | Tipo      | Atleta                    | Peso   | Local                 | Data                   |
| Recorde mundial | Arranque  | Natalia Zabolotnaia (RUS) | 131 kg | Chiang Mai, Tailândia | 25 de setembro de 2007 |
| Recorde mundial | Arremesso | Liu Chunhong (CHN)        | 159 kg | Doha, Catar           | 13 de novembro de 2005 |
| Recorde mundial | Total     | Svetlana Podobedova (RUS) | 286 kg | Hangzhou, China       | 2 junho de 2006        |

## Resultados
Ref.
| Pos. | Atleta                     | Grupo | Peso (kg) | Arranque (kg) | Arranque (kg) | Arranque (kg) | Arranque (kg) | Arremesso (kg) | Arremesso (kg) | Arremesso (kg) | Arremesso (kg) | Total (kg) |
| Pos. | Atleta                     | Grupo | Peso (kg) | 1             | 2             | 3             | Pos.          | 1              | 2              | 3              | Pos.           | Total (kg) |
| ---- | -------------------------- | ----- | --------- | ------------- | ------------- | ------------- | ------------- | -------------- | -------------- | -------------- | -------------- | ---------- |
| 1    | Svetlana Podobedova (KAZ)  | A     | 74,91     | 125           | 130           | 132           | 1             | 150            | 155            | 160            | 1              | 292        |
| 2    | Cao Lei (CHN)              | A     | 72,43     | 112           | 118           | 121           | 2             | 140            | 145            | 148            | 2              | 269        |
| 3    | Abeer Abdelrahman (EGY)    | A     | 74,17     | 105           | 110           | 112           | 4             | 135            | 140            | 142            | 3              | 252        |
| 4    | Tatiana Khromova (KAZ)     | A     | 74,72     | 110           | 110           | 115           | 5             | 135            | 135            | 135            | 5              | 245        |
| 5    | Lydia Valentín (ESP)       | A     | 74,58     | 112           | 118           | 119           | 3             | 130            | 136            | 136            | 8              | 242        |
| 6    | Nadiya Myronyuk (UKR)      | A     | 74,21     | 105           | 109           | 111           | 6             | 126            | 131            | 131            | 7              | 240        |
| 7    | Sinta Darmariani (INA)     | A     | 71,13     | 97            | 100           | 103           | 7             | 128            | 132            | 135            | 4              | 235        |
| 8    | Lim Ji-hye (KOR)           | A     | 74,83     | 97            | 97            | 101           | 8             | 124            | 128            | 132            | 6              | 229        |
| 9    | Khanittha Petanang (THA)   | B     | 74,53     | 91            | 93            | 95            | 9             | 117            | 122            | 126            | 9              | 217        |
| 10   | Yang Houqin (MAC)          | B     | 74,57     | 90            | 93            | 95            | 10            | 107            | 111            | 115            | 11             | 210        |
| 11   | Caroline Girard (CAN)      | B     | 74,84     | 88            | 91            | 94            | 11            | 113            | 116            | 116            | 10             | 207        |
| 12   | Raquel Alonso (ESP)        | B     | 74,33     | 85            | 88            | 88            | 13            | 105            | 107            | 111            | 12             | 196        |
| 13   | Rika Nakamura (JPN)        | B     | 74,53     | 84            | 86            | 86            | 12            | 106            | 108            | 110            | 13             | 196        |
| 14   | Almira Lizde (BIH)         | B     | 74,85     | 80            | 80            | 83            | 14            | 100            | 102            | 102            | 14             | 183        |
| —    | Damaris Aguirre (MEX)      | A     | 74,62     | 103           | 103           | 103           | —             | 127            | —              | —              | —              | —          |
| DQ   | Hripsimê Khurchudian (ARM) | A     | 74,26     | 120           | 125           | 125           | —             | 141            | 147            | 147            | —              | —          |

## Novos recordes
| Arranque  | 132 kg | Svetlana Podobedova (KAZ) | RM | [ 1 ] |
| Arremesso | 160 kg | Svetlana Podobedova (KAZ) | RM | [ 1 ] |
| Total     | 287 kg | Svetlana Podobedova (KAZ) | RM | [ 1 ] |
| Total     | 292 kg | Svetlana Podobedova (KAZ) | RM | [ 1 ] |